# Operação Tempestade de Inverno
A Operação Tempestade de Inverno (em alemão:  Unternehmen Wintergewitter) consistiu numa ofensiva militar alemã na Segunda Guerra Mundial na qual o 4.º Exército Panzer fracassou ao tentar derrubar o cerco soviético do 6.º Exército durante a Batalha de Estalinegrado.
No final de Novembro de 1942, o Exército Vermelho deu por finalizada a Operação Urano, cercando cerca de 300 000 soldados do Eixo que se encontravam na cidade de Estalinegrado. As forças alemãs no interior, e em redor, da cidade, foram reorganizadas como Grupo de Exércitos Don, sob o comando do Generalfeldmarschall Erich von Manstein. Entretanto, o Exército Vermelho continuou a mobilizar as suas tropas para o lançamento da planeada Operação Saturno, cujo objectivo era isolar o Grupo de Exércitos A do restante exército alemão. Para remediar a situação, a Luftwaffe tentou abastecer as tropas alemãs em Estalinegrado por via aérea. Quando ficou demonstrada a incapacidade da Luftwaffe de levar a cabo tal missão, e de que era urgente tomar uma acção para quebrar o cerco, o mais cedo possível, Manstein decidiu lançar agir.
Inicialmente, foi prometido a Manstein quatro divisões panzer. Devido à resistência alemã de não enfraquecer certos sectores ao mobilizar unidades alemãs, a tarefa de abrir um corredor ao 6.º Exército alemão ficou para o 4.º Exército Panzer. A força alemão fez frente a vários exércitos soviéticos, destruindo o cerco das tropas alemãs, da ofensiva soviética em redor do rio Chir.
A ofensiva alemã apanhou o Exército Vermelho de surpresa e conseguiu tirar vantagem disso no primeiro dia. As forças da vanguarda alemã foram apoiadas por via aérea e conseguiram anular alguns contra-ataques soviéticos. A 13 de Dezembro, a resistência soviética abrandou o avanço alemão de forma considerável. Apesar de as forças alemãs terem conquistado a área em redor de Verkhne-Kumskiy, o Exército Vermelho lançou a Operação Saturno a 16 de Dezembro. Esta operação derrotou a o 8.º Exército italiano, no flanco esquerdo do Grupo de Exércitos Don, ameaçando a sobrevivência das forças de Manstein. À medida que a resistência e as baixas aumentavam, Manstein solicitou a Hitler, e ao comandante do 6.º Exército, general Friedrich Paulus, que se desse início à retirada do 6.º Exército; ambos recusaram. O 4.º Exército Panzer continuou a sua tentativa de abrir um corredor ao 6.º Exército entre 18 e 19 de Dezembro, mas não o conseguiu fazer sem a ajuda da força aérea no interior da zona de Estalinegrado. Manstein foi forçado a cancelar o assalto a 23 de Dezembro, e na véspera de Natal o 4.º Exército Panzer começou a retirar para a sua posição inicial. Dado o fracasso do 6.º Exército de retirar e de quebrar o cerco soviético, o Exército Vermelho continuou a destruir as forças alemãs em Estalinegrado.

## Antecedentes
Em 23 de Novembro de 1942, o Exército Vermelho fechou o seu cerco às forças do Eixo em Estalinegrado. Cerca de 300 000 soldados alemães e romenos, tal como os voluntários russos da Wehrmacht, ficaram cercados dentro, e em redor, da cidade de Estalinegrado por cerca de 1,1 milhões de tropas russas. Perto do potencial desastre, Adolf Hitler nomeou o Generalfeldmarschall (marechal-de-campo) Erich von Manstein para comandante no recém-criado Grupo de Exércitos Don. Composto pelo 4.º Exército Panzer e pelo 6.º Exército alemães, e, também, pelos 3.º e 4.º Exércitos romenos, o novo exército de Manstein ficou posicionado entre os Grupos de Exército A e B. Em vez de tentar uma saída imediata, o alto-comando alemão decidiu que as forças cercadas manter-se-iam em Estalinegrado numa tentativa de resistir. As forças alemãs cercadas deviam ser abastecidas por via aérea, num total diário de 750 toneladas de mantimentos. No entanto, o contingente aéreo mobilizado para a tarefa - 500 aparelhos de transporte - era insuficiente. Muitas das aeronaves não estavam preparadas para operar no duro Inverno soviético; no início de Dezembro, ficaram destruídas mais aeronaves de carga em acidentes do que pelos caças soviéticos. O 6.º Exército alemão, por exemplo, estava a receber menos 20% dos abastecimentos de que necessitava por dia. Além disso, os alemães continuavam a ser ameaçados pelas forças soviéticas que mantinham parte da margem ocidental do rio Volga sob controlo, em Estalinegrado.

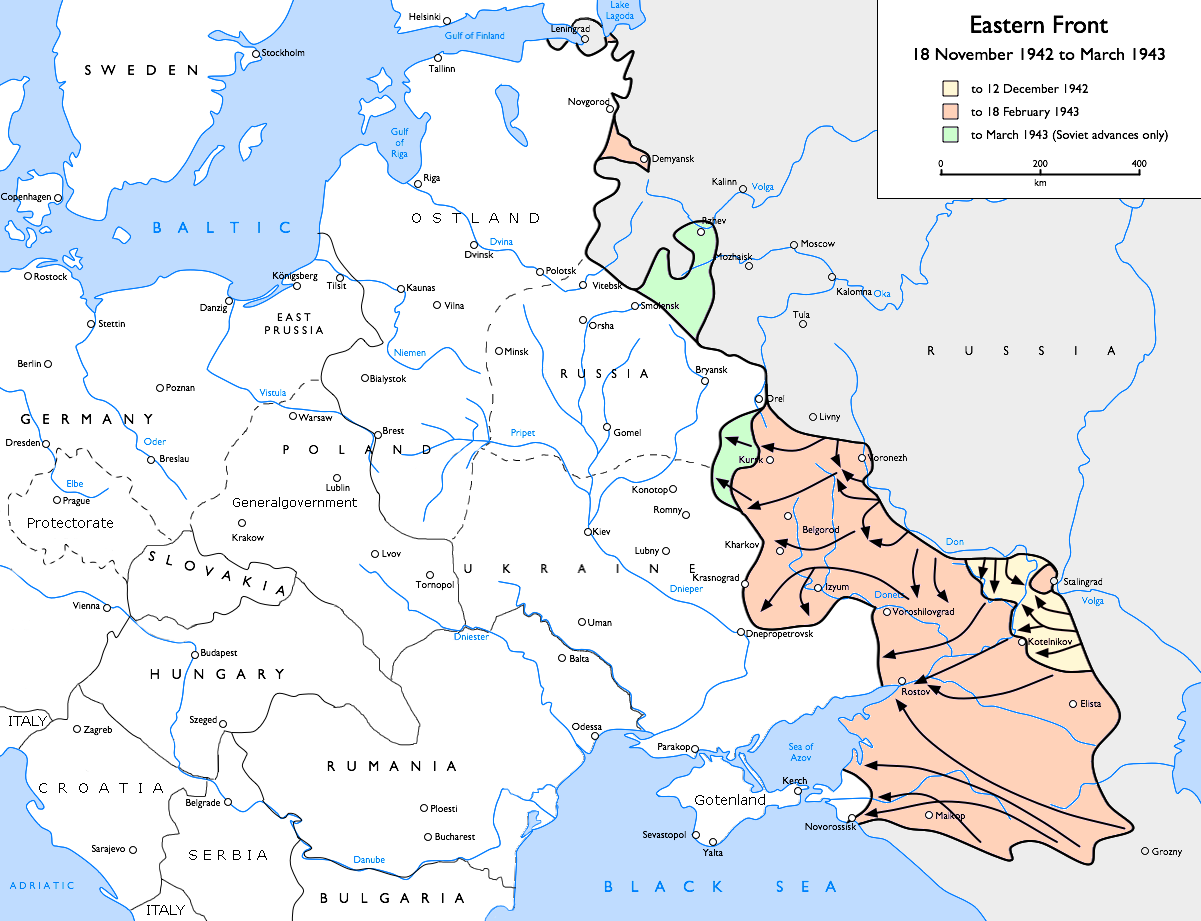
Frente Oriental entre 19 de Novembro de 1942 e 1 de Março de 1943

Dada a inesperada dimensão das forças alemãs concentradas em Estalinegrado,, em 23 de Novembro a Stavka (Alto-comando das Forças Armadas Soviéticas) decidiu reforçar as tropas do cerco para preparar a destruição das forças do Eixo dentro e à volta da cidade. A 24 de Novembro, várias formações soviéticas começaram a entrincheirar-se para prevenir qualquer incursão alemã a partir de oeste. Outro objectivo do reforço das tropas soviéticas foi para prevenir uma possível fuga do 6.º Exército alemão e de outras unidades do Eixo. Contudo, este reforço obrigou a uma mobilização de cerca de metade da força do Exército Vermelho naquela região. Os planos para a Operação Saturno começaram em 25 de  Novembro, cujo fim era a destruição do 8.º Exército italiano, e o corte de comunicações entre as forças alemãs a oeste do rio Don e as forças a operar no Cáucaso. Entretanto, também começou o planeamento da Operação Anel, cujo objectivo era reduzir as forças alemãs na bolsa de Estalinegrado.
Quando a Operação Urano terminou, as forças alemãs do interior do cerco estavam exaustas demais para tentar furar o cerco por sua iniciativa. Metade da força blindada, por exemplo, ficou destruída nos combates defensivos, e havia falta de combustível e munições para os veículos operacionais devido ao facto da Luftwaffe não ser capaz de proceder aos abastecimentos aéreos. O Feldmarschall von Manstein propôs um contra-ataque para quebrar o cerco soviético de Estalinegrado, com o nome de código Operação Tempestade de Inverno (em alemão: Wintergewitter). Manstein acreditava que - devido à incapacidade da Luftwaffe não conseguir abastecer o Eixo na bolsa de Estalinegrado — era cada vez mais urgente socorrer as tropas no terreno "o mais cedo possível". A 28 de Novembro, Manstein enviou um relatório detalhado a Hitler sobre o Grupo de Exércitos do Don, incluindo a força do 6.º Exército alemão e uma análise das munições existentes da artilharia alemã dentro da cidade. A difícil situação estratégica levantou dúvidas a Manstein sobre se a operação de socorro das tropas podia esperar, ou não, por receber as unidades destinadas para a ofensiva.
O Stavka adiou a Operação Saturno até 16 de Dezembro, pois as forças soviéticas esforçavam-se por expulsar os defensores alemães do rio Chir. A ofensiva do Exército Vermelho começou a 30 de Novembro, envolvendo 50 000 soldados, e forçando Manstein a recorrer ao 48.º Corpo Panzer numa tentativa de manter a área. Em resposta, o 5.º Exército de Tanques foi reforçado pelo recém-criado 5.º Exército de Choque, constituído por formações das frentes sul e oeste, e Estalinegrado; o 5.º Exército de Tanques tinha um total de 71 000 homens, 252 tanques e 814 peças de artilharia. A ofensiva soviética conseguiu parar o 48.º Corpo Panzer, de início escolhido para liderar um dos ataques principais ao cerco dos soviéticos. Os soviéticos ficaram a saber do iminente ataque alemão quando descobriram a 6.ª Divisão Panzer a descarregar na cidade de Morozovsk, e, decidiram manter vários exércitos de prevenção junto do rio Chir para fazer face a uma possível tentativa de fuga das forças alemãs do interior de Estalinegrado.

## Comparação de forças

### Forças alemãs

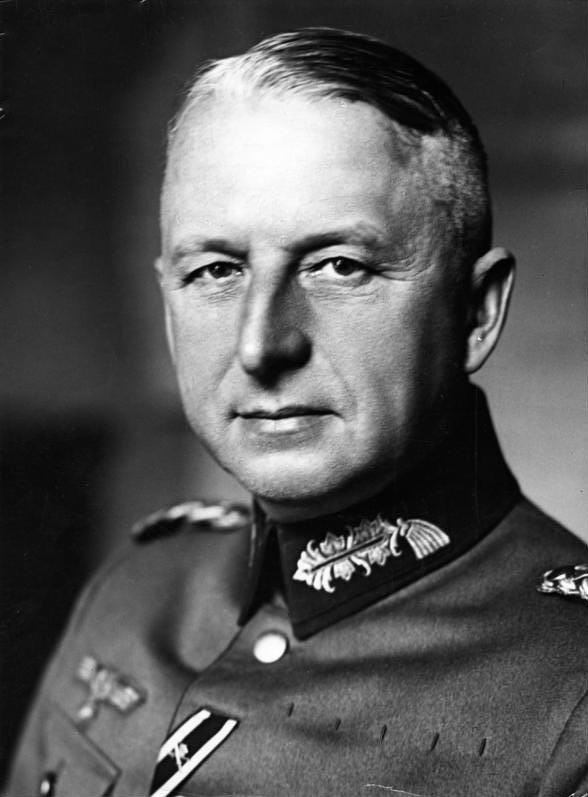
Marechal-de-campo Erich von Manstein, comandante do Grupo de Exércitos do Don.

A operação de socorro foi planeada para incluir de início o 48.º Corpo Panzer 4.º Exército Panzer, sob o comando do general Friedrich Kirchner; a 6.ª e 23.ª Divisão Panzer Divisões Panzer; e o Destacamento do Exército Hollidt, que consistia em três divisões de infantaria e duas divisões blindadas (a 11.ª e a 22.ª Divisão Panzers). No total, era esperado que fizessem parte da Operação Tempestade de Inverno quatro divisões panzer, quatro divisões de infantaria e três divisões terrestres da Luftwaffe. A sua tarefa era era abrir uma passagem temporária para a saída do 6.ª Exército. As divisões terrestres da Luftwaffe — formada por soldados não-combatentes, pessoal de apoio aos quartéis-generais e às unidades da Luftwaffe e do Heer — tinham pouco treino, poucos oficiais experientes e em pequeno número, tal como poucos tanques e peça de artilharia. Muito do pessoal prometido para o esforço de socorro nunca chegou, em parte devido ao fraco serviço de transportes até à frente, enquanto que algumas unidades que escolheram ser transferidas sob o comando do Grupo de Exércitos do Don ficaram retidas pelo seu comando original. Outras unidades do Grupo de Exércitos do Don não estavam em condições de conduzir operações ofensivas, devido às perdas sofridas pelos combates anteriores, enquanto muitas das novas formações, que tinham sido prometidas, não chegaram a tempo.
Por outro lado, a 11.ª Divisão Panzer era uma das mais completas divisões blindadas alemãs na Frente Oriental dado ter sido recentemente transferida do Exército de Reserva alemão. A 6.ª Divisão Panzer também estava completa pois tinha sido transferida  para o controlo de Manstein desde a Europa de Leste. No entanto, a utilidade da 11.ª Divisão Panzer ficou comprometida quando os soviéticos lançaram a sua ofensiva contra as forças localizadas na região do rio Chir, e o Destacamento do Exército Hollidt ficou a apoiar a defensiva. Por causa disto, e porque Manstein achava que um ataque com origem na posição do Destacamento do Exército Hollidt sería demasiado óbvio, o marechal-de-campo alemão decidiu utilizar o 4.º Exército Panzer e o 48.º Corpo Panzer como as principais unidades da operação de socorro. Contudo, apesar dos esforços de organizar uma força para a ofensiva, a sua posição ao longo do rio Chir foi tornando-se ténue; o avanço soviético só foi detido pela chegada da 11.ª Divisão Panzer, que conseguiu o grosso de duas brigadas de tanques soviéticas. Consequentemente, o 48.º Corpo Panzer viu-se envolvido nas batalhas defensivas pelo rio Chir, ao mesmo tempo que os soviéticos concentravam os seus esforços para conquistar o aeródromo de Tatsinskaya (que estava a ser utilizado para reabastecer as forças alemãs em Estalinegrado por via aérea).
Embora o 48.º Corpo Panzer tenha sido cedido ao Grupo de Exércitos do Don, relutantemente, pelo Grupo de Exércitos A, a 17.ª Divisão Panzer recebeu ordens para se dirigir para a sua posição original, e só dez dias depois é que se juntou ao Grupo de Exércitos do Don, conforme ordens anteriormente recebidas. À luz dos problemas para juntar tropas suficientes, e vendo que os soviéticos estavam a concentrar mais forças mecanizadas no rio Chir, Manstein decidiu lançar a Operação Tempestade de Inverno utilizando o 4.º Exército Panzer. Manstein esperava que o 6.º Exército lançasse uma ofensiva por iniciativa própria, do lado oposto, quando fosse recebido o sinal de código "Trovão". Manstein contava com a aceitação de Hitler de que a única forma possível de evitar a destruição do 6.º Exército era permitir a sua retirada, e que o general Paulus concordaria em dar instruções às suas forças para saírem da bolsa de Estalinegrado. A 10 de Dezembro, Manstein entrou em contacto com Paulus informando-o de que a operação de socorro começaria dentro de 24 horas.

### Forças soviéticas
Para levar a cabo a Operação Urano, o marechal soviético Gueorgui Jukov destacou onze exércitos. Num esforço para aumentar a força ofensiva da Frente de Estalinegrado, foram enviados 420 tanques, 111 000 soldados e 556 peças de artilharia pelo rio Volga, ao longo de três semanas. O Exército Vermelho e a Força Aérea Vermelha, no seu conjunto, mobilizaram mais de um milhão de homens, 13 500 peças de artilharia, 890 tanques e 110 aeronaves de combate, organizadas em 66 divisões de infantaria, cinco corpos de tanques, 14 brigadas de tanques, uma brigada mecanizada, um corpo de cavalaria, e 127 regimentos de artilharia e morteiros. Quando o cerco se fechou, e os soviéticos continuaram a realizar operações secundárias, o 51.º Exército foi posicionado na ponta do cerco exterior com 34 000 homens e 77 tanques. A sul dele, encontrava-se o 28.º Exército com 44 000 soldados, 40 tanques e 707 peças de artilharia e morteiros. Ao mesmo tempo, o Exército Vermelho começou a construir a sua força para a Operação Saturno, cujo objectivo era isolar e destruir o Grupo de exércitos A, no Cáucaso.

## Ofensiva alemã

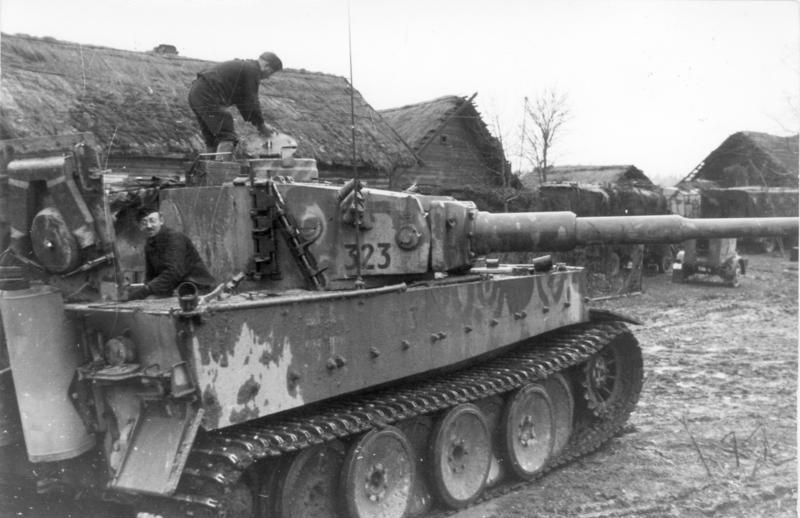
Um batalhão de tanques Tiger I foi integrado no Grupo de Exércitos Don num esforço de fortalecer as forças alemãs de Estalinegrado.

A 12 de Dezembro de 1942, o 48.º Corpo Panzer, do 4.º Exército Panzer, comando por Hoth, deu início à marcha para nordeste em direcção à bolsa de Estalinegrado. A 6.ª e a 23.ª Divisões Panzer obtiveram algumas conquistas significativas, surpreendendo o Exército Vermelho, e ameaçaram a rectaguarda do 51.º Exército soviético. A unidade alemã devia ter na sua frente os tanques pesados da Tiger I da 503.º Batalhão de Tanques Pesados, mas a unidade só chegou à frente do Don a 21 de Dezembro. O progresso inicial da ofensiva foi rápida. Algumas unidades percorrer 50 km num só dia. Os alemães foram ajudados pelo elemento surpresa, pois a Stavka não esperava que a ofensiva alemã começasse tão cedo, e, eao mesmo tempo, o general Vasilevsky não conseguia mobilizar o 2.º Exército de Guardas para utilizá-lo como força de bloqueio contra as tropas de vanguarda de Manstein. O avanço inicial tinha sido tão rápido que a 6.ª Divisão Panzer conseguiu capturar diverso equipamento de artilharia soviético. A resistência soviética viu a sua força decrescer de forma considerável depois de as 6.ª e 23.ª Divisões Panzer terem derrotado o corpo principal da infantaria russa. De facto, a 302.ª Divisão de Espingardas do 51.º Exército, foi destruído a 12 de Dezembro. Embora a infantaria soviética tenha rapidamente reforçado as aldeias por onde as unidades alemãs passaram , a cavalaria do Exército Vermelho, na zona, estava exausta após semanas de combate, e mostrou-se incapaz de impôr qualquer resistência contra a ofensiva alemã. Apesar de ter obtido algumas conquistas iniciais, o 48.º Corpo Panzer não logrou alcançar resultados decisivos. Haviam, também, informações sobre alguma pressão crescente contra a 23.ª Divisão Panzer, apesar dos avanços no primeiro dia da ofensiva alemã.
No dia 13 de Dezembro, a 6.ª Divisão Panzer avistou o 5.º Exército de Tanques, que estava ocupado na redução das defesas alemãs em redor do rio Chir. As forças alemãs conseguiram atacar, e destruir, os blindados soviéticos, Neste momento, teve início uma grande batalha entre blindados à volta da localidade de Verkhne-Kumskiy. Apesar de terem sofrido pesadas baixas, as forças soviéticas conseguiram fazer recuar as tropas alemãs para as margens do rio Alksay no final do dia, embora não tivessem recuperado a localidade. Contudo, as perdas sofridas pelo Exército Vermelho nas proximidades de Verkhne-Kumskiy, permitiram que a 6.ª Divisão Panzer desfrutasse de uma breve superioridade em número de tanques daí para a frente. Os combates por Verkhne-Kumskiy continuaram por mais três dias, pois o Exército Vermelho lançou vários contra-ataques contra as cabeças-de-ponte ao longo do rio Alksay River, e contra as defesas alemãs na cidade. As forças alemãs conseguiram destruir os tanques soviéticos em Verkhne-Kumskiy utilizando artilharia anti-tanque. Com um forte apoio da Luftwaffe, os alemães alcançaram um sucesso na zona, e começaram a dirigir-se para o rio Myshkova. A 6.ª Divisão Panzer teve fortes baixas durante o seu ataque, e decidiu fazer uma breve pausa depois da batalha, para descanso e reparações. Alguns pequenos danos nos tanques sobreviventes foram reparados, e a maioria dos tanques que ficaram fora de acção durante os combates em Verkhne-Kumskiy, foram passaram por uma manutenção mais profunda para voltarem ao serviço.

### Resposta soviética: 13 a 18 de Dezembro

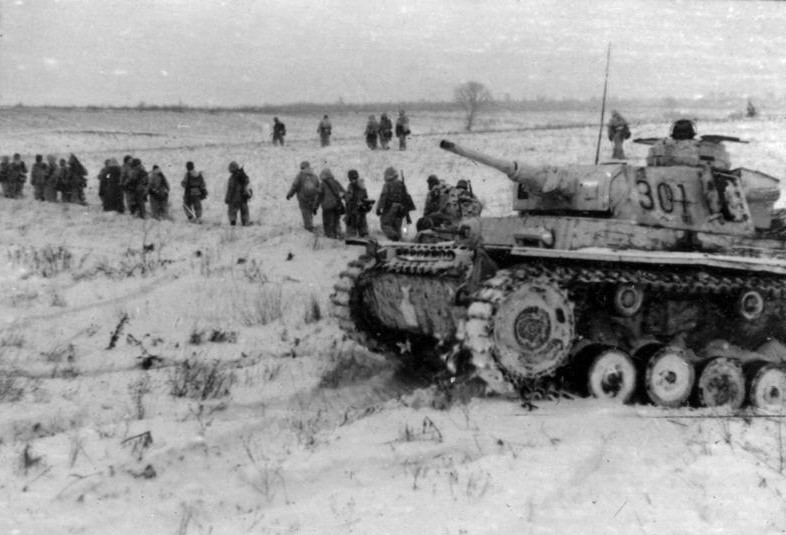
Panzer III alemão em acção no Sul da União Soviética em Dezembro de
1942.

A ofensiva do 4.º Exército Panzer forçou a Stavka a repensar as suas intenções para a Operação Saturno e, a 13 de Dezembro, Estaline e a Stavka autorizaram a mobilização do 2.º Exército de Guardas desde  a Frente do Don para a Frente de Estalinegrado, onde estaria pronta a ser utilizada contra as forças alemãs a 15 de Dezembro. Este exército tinha uma força de 90 000 soldados, organizados em três corpos de guardas com espingardas (o 1º, o 13º e o 2º). A Operação Saturno foi revista passando a designar-se por Operação Pequeno Saturno, a qual limitava a sua dimensão à penetração no 8.º Exército italiano e, depois, ao ataque ao Grupo de Exércitos do Don na retaguarda. A ofensiva também mudou de direcção, passando de sul para sudeste, e a data de início foi alterada para 16 de Dezembro. Entretanto, o 4.º Corpo Mecanizado e o 13.º Corpo de Tanques continuaram o contra-ataque contra a tropas alemãs próximo do rio Alksay, tentanto atrasar o seu avanço, para a chegada do 2.º Exército de Guardas.
O 1.º e o 3.º Exércitos de Guardas, em conjunto com o 6.º Exército soviético, lançaram a Operação Pequeno Saturno no dia 16 de Dezembro. Apesar da resistência inicial das tropas italianas, o Exército Vermelho conseguiu derrotar o 8.º Exército italiano dois dias depois. O ataque - embora pequeno e rapidamente dominado - mostrou-se como uma possível ameaça ao flanco Grupo de Exércitos do Don, enquanto a cidade de Rostov era ameaçada pelo 3.º Exército de Guardas. Esta situação e, principalmente, as pesadas baixas sofridas pelas divisões blindadas alemãs, quando se dirigiam para o rio Myshkova, forçaram Manstein a reconsiderar a continuação da ofensiva. O marechal-de-campo alemão decidiu que não poderia defender o seu flanco esquerdo ao mesmo tempo que tentava socorrer o 6.º Exército. Embora a 6.ª Divisão Panzer ser conseguido atravessar o rio Myshkova  na noite de 19 de Dezembro, o 48.º Corpo Panzer ainda não tinha obtido grandes avanços contra a crescente oposição soviética, apesar da chegada da 17.ª Divisão Panzer; de facto, o corpo teria que continuar na defensiva. Para além disso, o ataque soviético a Tatsinskaya logrou destruir o aeródromo e várias aeronaves que estavam a ser utilizados pela Luftwaffe para reabastecer as forças no interior da bolsa de Estalinegrado, forçando Manstein a dar instruções ao 48.º Corpo Panzer para que se colocasse na defensiva, em vez de o guardar para reforçar as suas forças para o avanço sobre Estalinegrado. Para iorar ainda mais a situação para os alemães, a 18 de Dezembro, Hitler recusou que o 6.º Exército tentasse sair do local onde se encontrava e se juntasse ao restante Grupo de Exércitos do Don, apesar dos vários pedidos de Manstein.

### Colapso: 19 a 23 de Dezembro
A 19 de Dezembro, Manstein enviou o seu chefe dos serviços de informaão, o major Eismann, a Estalinegrado para informar o general Paulus sobre a situação estratégica em que se encontrava o Grupo de Exércitos do Don. Paulus não ficou muito impressionado, embora tivesse de acordo em que a melhor opção seria uma tentativa de saída o mais cedo possível. O chefe-de-estado maior do 6.º Exército, general Arthur Schmidt, argumentou que uma fuga não era viável e, sugeriu que o Grupo de Exércitos do Don tomasse medidas para melhor abastecer, por via aérea, as forças do Eixo que se encontravam em dificuldades. Apesar de, inicialmente, ter concordado com Eismann, Paulus decidiu uma fuga estava fora de questão dada a incapacidade do 6.º Exército de a realizar, e das ordens explícitas de Hitler contra tal operação. Embora naquele dia o 48. Corpo Panzer tivesse passado pelo rio Alksay, e avançado 48 km na ponta sul da frente do 6.º Exército, as forças alemãs aprisionadas não se tentaram juntar as forças de salvamento. Daí para a frente, o 6.º Exército já não tinha forças para tentar uma fuga, com apenas 70 tanques operacionais, com abastecimentos limitados, enquanto a sua infantaria se encontrava exausta demais para tentar um ataque no meio de uma tempestade de neve, que se tinha formado há alguns dias.
No dia 23 de Dezembro, Manstein deu ordens à 6.ª Divisão Panzer para terminar a sua ofensiva, e para se dirigir para a zona sul do rio Chir, para aí reforçar as defesas alemãs contra a contínua ofensiva soviética. No dia seguinte, a 4.ª Divisão Panzer, encontrava-se em retirada completa, a dirigir-se para a sua posição de partida. A incapacidade de se juntar ao 6º Exército, e a recusa posterior de tentar uma fuga, acabou por fazer fracassar a Operação Tempestade de Inverno a 24 de Dezembro, ao mesmo tempo de o Grupo de Exércitos do Don regressavam à defensiva.

## Rescaldo
Depois da operação de socorro alemã fracassada, a Stavka ficou livre para se concentrar na destruição das forças do Eixo na bolsa de Estalinegrado, e na expansão para oeste da ofensiva de Inverno do Exército Vermelho. O Exército Vermelho conseguiu juntar 150 000 homens e 630 tanques contra o 4.º Exército Panzer em retirada, e, embora o 4.º Corpo Mecanizado de Volsky (a partir de 18 de Dezembro de 1942 designado por 3.º Corpo Mecanizado de Guardas) tivesse retirado para ser reparado, o 51.º Exército, o 1.º Corpo de Guardas e o 7.º Corpo de Tanques, atacaram as unidades alemãs entre os rios Mushkova e Aksai. Em três dias, as unidades soviéticas atacantes destruíram as posições romenas que guardavam o flanco do 48.º Corpo Panzer, e ameaçaram o 4.º Exército Panzer desde o sul, forçando os alemães a continuar a sua retirada para sudoeste. Durante todo este tempo, o 48.º Corpo Panzer - orientado pela 11.ª Divisão Panzer — lutou por manter a sua posição ao longo do rio Chir. Apesar do sucesso, o 48.º Corpo Panzer foi mobilizado para a defesa de Rostov pois o avanço soviético parecia iminente depois do colapso parcial do 8.º Exército Italiano. À medida que o Exército Vermelho perseguia o 4.º Exército Panzer em direcção ao rio Aksai, e depois de ter furado a defesa alemã nas margens do ri oChir, começou a preparar a Operação Anel - a redução das forças em Estalinegrado.
As forças alemãs em Estalinegrado depressa começaram a ficar sem abastecimentos, e alguns soldados passaram mesmo a alimentar-se de carne de cavalo. No final de 1942, a distância entre o 6.º Exército alemão e as forças do lado de fora do cerco era de mais de 65 km, e a maioria das formações alemãs na zona estavam extremamente fracas. A insistência de Hitler em manter Estalinegrado até ao fim colocou em risco o 6.º Exército. O fim da ofensiva alemã permitiu que ao Exército Vermelho continuar nos seus esforços de isolar as forças alemãs no Cáucaso, o que teria início em meados de Janeiro. Por outro lado, o cerco ao 6.º Exército, e as operações para o destruir, mobilizaram um grande número de tropas soviéticas, o que afectou as operações soviéticas noutros sectores.